# Mala Novska Rujiška
Mala Novska Rujiška (cyr. Мала Новска Рујишка) – wieś w Bośni i Hercegowinie, w Republice Serbskiej, w gminie Novi Grad. W 2013 roku liczyła 412 mieszkańców.